# Budućnost Valjevo
FK Budućnost Valjevo (cyr. ФК Будућност Ваљево) – serbski klub piłkarski z siedzibą w mieście Valjevo, utworzony w 1920 roku. Obecnie występuje w II lidze.